# Barberiite
La barberiite è un minerale.